# 이명기 (2000년)
이명기(李名啟, 2000년 1월 3일 ~ )는 KBO 리그 키움 히어로즈의 내야수이다.

## 아마추어 시절
광주동성고등학교 2학년 때부터 포수 한준수와 클린업 트리오를 이뤄 활약했다. 3학년 때는 주로 4번 타자로 나와 활약했고, 투수로도 등판했다. 청룡기 전국고교야구 선수권대회 때 활약하며 팀의 우승을 이끌었다.

## 키움 히어로즈시절
2019년 한국프로야구 신인 드래프트에서 2차 5라운드에 지명되며 입단하였다. 2021년 7월 2일 kt 위즈와의 경기에 출전하며 데뷔 첫 경기를 치렀고, 경기에서 3타수 1안타, 1볼넷을 기록했다.

## 트리비아
- KIA 타이거즈의 1차 지명자이자 같은 학교 동기인 김기훈과 생년월일이 같다.

## 출신 학교
- 광주대성초등학교
- 광주충장중학교
- 광주동성고등학교

## 통산 기록
| 연도 | 팀명  | 타율  | 경기 | 타수 | 득점 | 안타 | 2루타 | 3루타 | 홈런 | 루타 | 타점 | 도루 | 도실 | 볼넷 | 사구 | 삼진 | 병살 | 실책 |
| ---- | ----- | ----- | ---- | ---- | ---- | ---- | ----- | ----- | ---- | ---- | ---- | ---- | ---- | ---- | ---- | ---- | ---- | ---- |
| 2021 | 키움  | 0.167 | 3    | 6    | 0    | 1    | 0     | 0     | 0    | 1    | 1    | 0    | 0    | 2    | 0    | 3    | 0    | 0    |
| 2022 | 키움  | 0.250 | 2    | 4    | 0    | 1    | 0     | 0     | 0    | 1    | 0    | 0    | 0    | 0    | 0    | 2    | 0    | 0    |
| 통산 | 2시즌 | 0.200 | 5    | 10   | 0    | 2    | 0     | 0     | 0    | 2    | 1    | 0    | 0    | 2    | 0    | 5    | 0    | 0    |